# Arnold van Wied

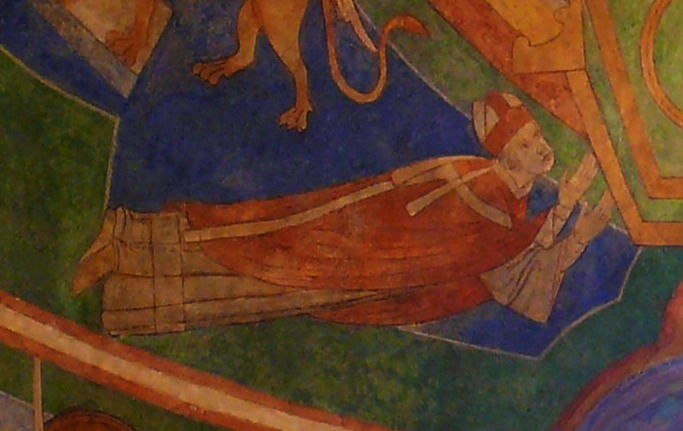
Arnold van Wied, in nederige houding, als stichter van de dubbelkapel in Bonn-Schwarzrheindorf (12e-eeuws fresco)

Arnold van Wied (rond 1098 - Xanten, 14 mei 1156) was als Arnold II van 1151 tot 1156 aartsbisschop en  keurvorst van Keulen. Hij was de stichter van  de Sint-Clemenskerk in Schwarzrheindorf en wordt gezien als een van de belangrijkste bouwheren van de Sint-Servaaskerk in Maastricht.

## Biografie
Arnold van Wied stamde van de graven van Wied, in die tijd een machtige adellijke familie in het Duitse Rijnland. Tijdens zijn opleiding, waarschijnlijk aan de kapittelschool van Luik, kwam hij in contact met de geleerde Wibald van Stavelot. Arnold van Wied begon zijn carrière als proost van de dom van Limburg aan de Lahn en van de dom van Keulen. Van 1128–1130 begeleidde hij tegenkoning Koenraad III op diens veldtocht naar Italië. In 1138 werd hij door Koenraad, die inmiddels officieel koning was geworden, benoemd tot proost van het kapittel van Sint-Servaas in Maastricht, een ambt dat in die tijd gecombineerd was met dat van kanselier van het Heilige Roomse Rijk. Als proost wist hij o.a. gedaan te krijgen dat Koenraad III in 1139 de Maasbrug aan het kapittel schonk, een schenking die waarschijnlijk de middelen voortbracht voor een nieuwe bouwcampagne.
Van 1147-1149 begeleidde hij de keizer op de mislukte Tweede Kruistocht. Na zijn terugkeer sloot hij zich aan bij de tegenstanders van Arnold I, aartsbisschop van Keulen. In 1151 werd hij zelf tot aartsbisschop en aartskanselier gekozen. In deze periode liet hij op de grens van zijn erfelijk territorium langs de Rijn tegenover de stad Bonn de imposante dubbelkapel van Schwarzrheindorf bouwen, die in 1151, in aanwezigheid van Koenraad III en de bisschoppen van Meißen en Luik, werd ingewijd. Zijn zuster Hadwig van Wied, die al abdis was in Essen en Gerresheim (bij Düsseldorf), kreeg de leiding over het vrouwenstift. Twee andere zussen traden eveneens in.
Na de dood van Koenraad III, nam hij in 1152 in Frankfurt deel aan de verkiezing van Frederik I Barbarossa tot Duits koning. Op 9 maart 1152 werd Barbarossa door Arnold gekroond in de Dom van Aken. In 1154 nam hij deel aan de Italië-veldtocht van Barbarossa. Hij bewerkstelligde een verzoening tussen Barbarossa en paus Adrianus IV en op 18 juni 1155 was hij aanwezig bij de keizerskroning van Barbarossa in de Sint-Pieter in Rome.
Arnold stierf aan de gevolgen van een val tijdens een wedstrijd. Hij werd in de dubbelkapel van Schwarzrheindorf bijgezet.

## Kunsthistorische nalatenschap
Onder proost Arnold van Wied werd in Maastricht begonnen met een grootscheepse verbouwing van de Sint-Servaaskerk. De oostpartij van de kerk werd geheel nieuw opgetrokken naar het voorbeeld van de Dom van Spiers en de Dom van Mainz. De rijzige Sint-Servaasapsis, met dwerggalerij en flankerende koortorens, werd door Van Wied's opvolger Gerard van Are op zijn beurt gekopieerd in het Munster van Bonn en vond vervolgens navolging in een groot aantal kerken in het gebied van Maas en Rijn. Arnold van Wied liet tevens het westwerk van de Servaaskerk nieuw optrekken als een koninklijke tribune met galerijen, wellicht bedoeld voor de festkrönung (feestelijke herkroning) van Koenraad III, die echter in 1152 overleed.
In Schwarzrheindorf bouwde Arnold de Sint-Clemenskerk, een bijzondere dubbelkapel met een bovengalerij, waar de adellijke stiftsdames, gescheiden van het volk in de kerk beneden, de mis konden bijwonen. De 12e-eeuwse frescos zijn nog grotendeels bewaard gebleven. Zowel in Maastricht als in Schwarzrheindorf liet Arnold de kerken versieren met beeldhouwwerk, dat thans gerekend wordt tot de hoogtepunten van de romaanse sculptuur.

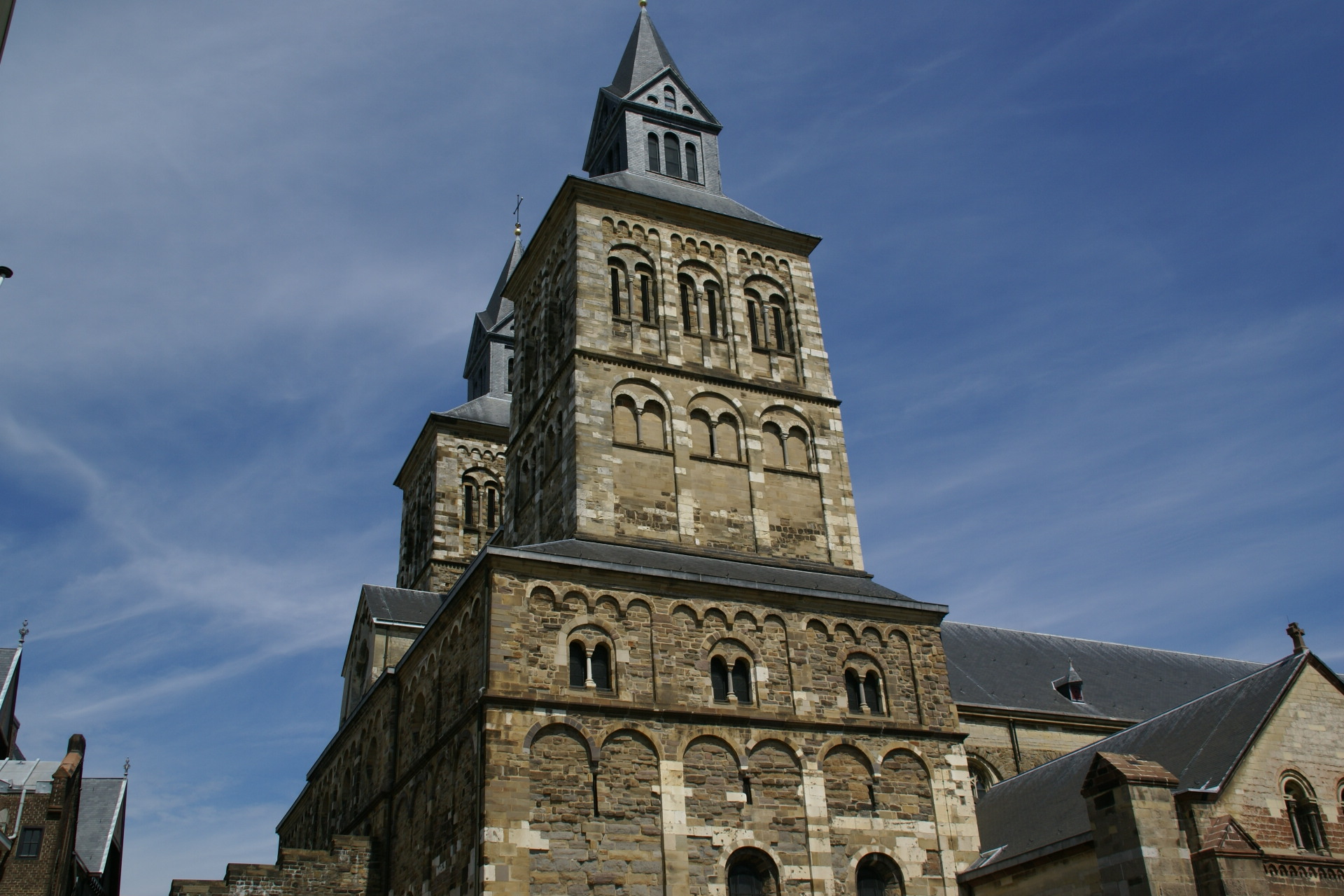
Westwerk St-Servaas
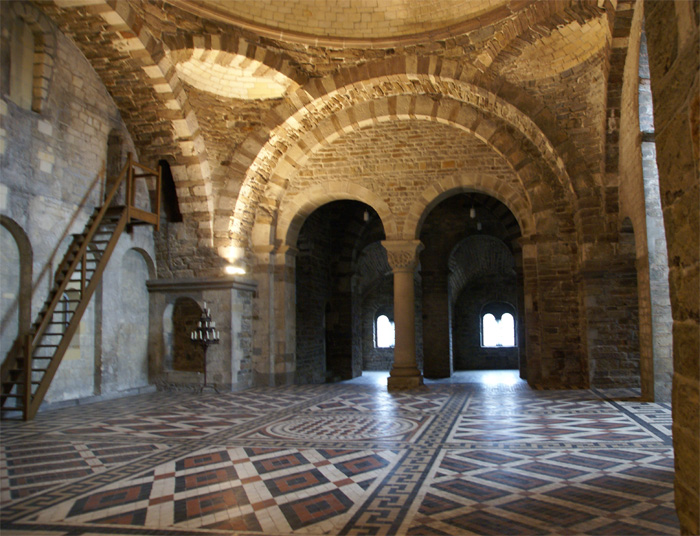
Keizerzaal St-Servaas
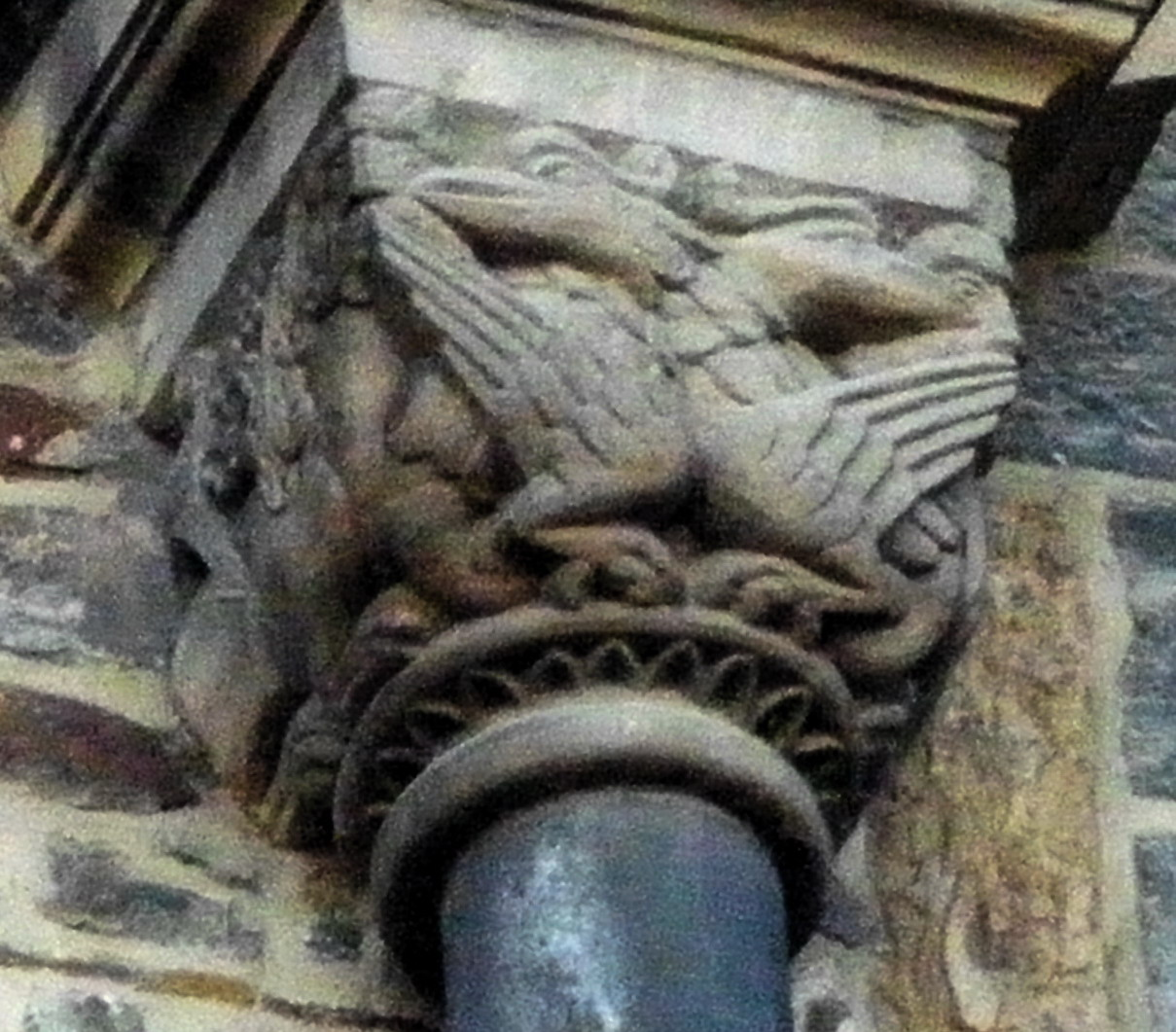
Maastrichts kapiteel
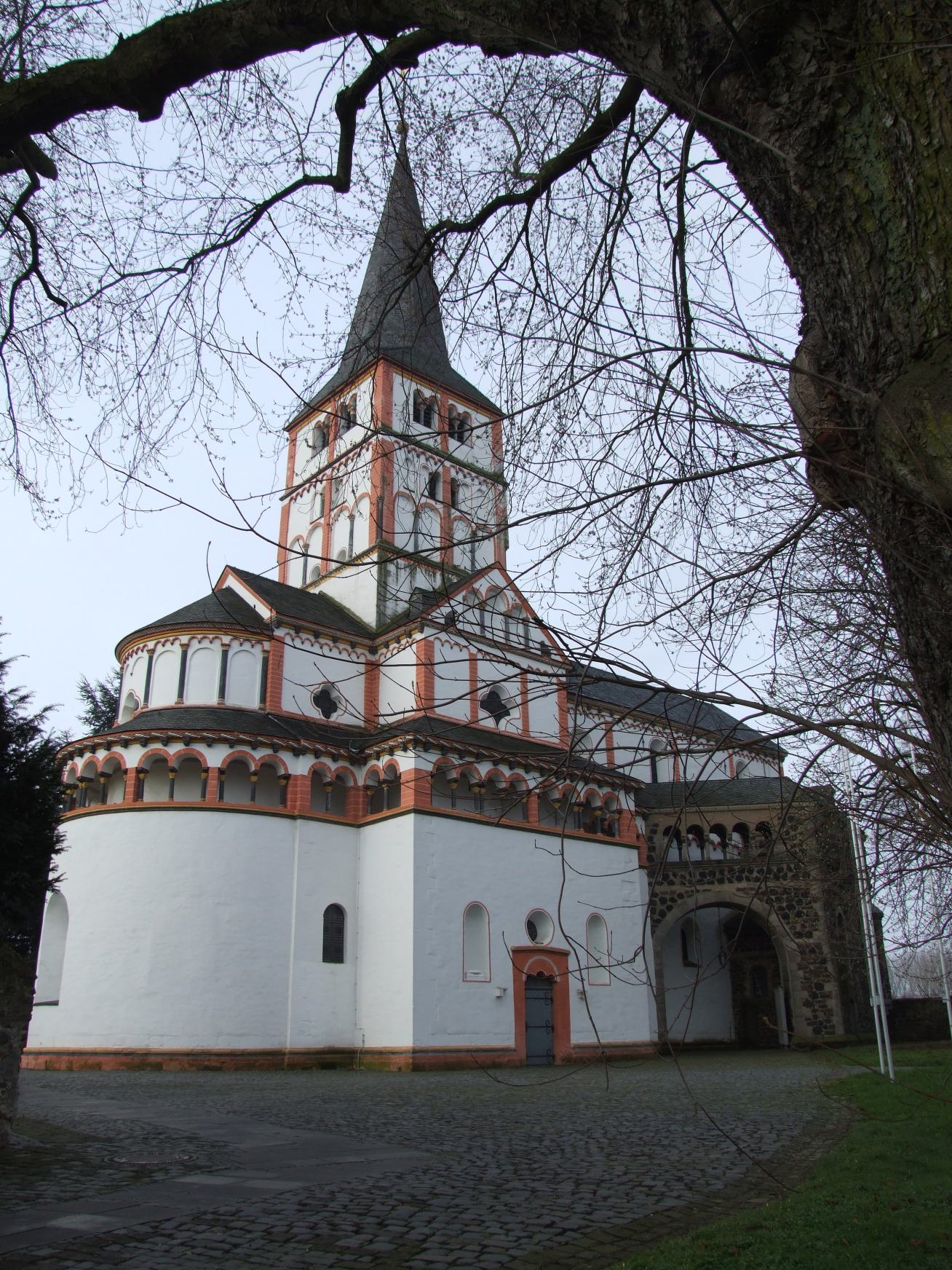
St-Clemens, Schwarzrheindorf
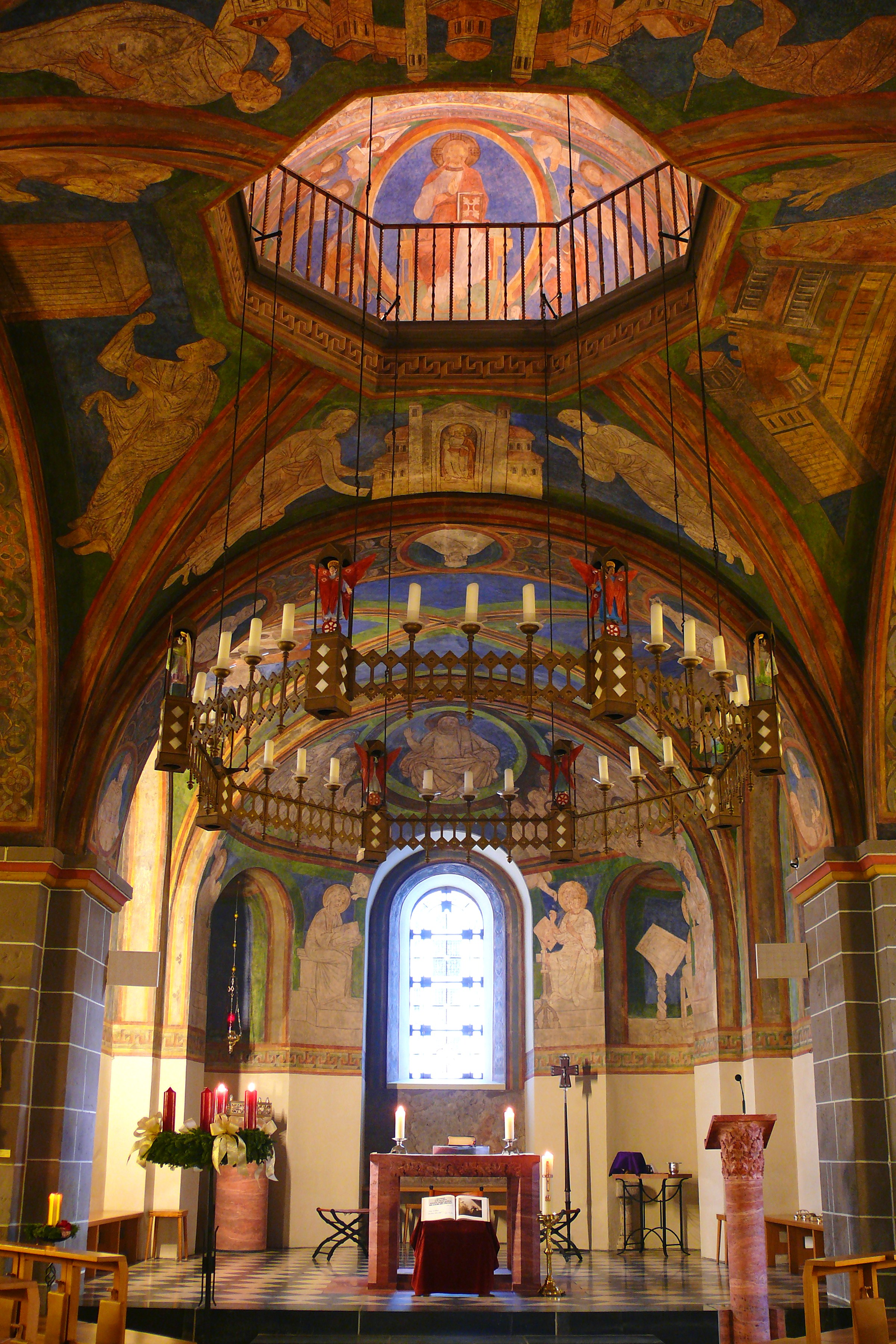
Interieur Schwarzrheindorf

- Gemeinsame Normdatei: 11863772X
- International Standard Name Identifier: 0000 0000 7858 1117
- Virtual International Authority File: 54941648
- WorldCat: E39PBJtX77brkv3JX8Qmgv7CQq